# هیلاری تیندال
هیلاری لیند (انگلیسی: Hilary Lindh؛ زادهٔ ۱۰ مهٔ ۱۹۶۹) اسکی‌باز آلپاین اهل ایالات متحده آمریکا است.

## زندگی
لیند در آلاسکا به دنیا آمد، اسکی و مسابقه را در جزیره داگلاس آموخت. او فقط 14 سال داشت که در تیم ملی اسکی آمریکا عضو شد. در ۱۶ سالگی، او اولین آمریکایی بود که عنوان قهرمانی نوجوانان جهان در سراشیبی را کسب کرد. همه اینها در حالی انجام شد که بدور از والدین با کتی میکلوسی و الکس میتکوس در یوتا بود. او در سه المپیک نماینده ایالات متحده بود و در سراشیبی در  المپیک 1992 مدال نقره کسب کرد. در آلبرویل، فرانسه. در سال 1994، او در صدمین مسابقه جام جهانی توسط یک اسکی باز آمریکایی، یکی از سه قهرمانی در جام جهانی در طول دوران حرفه ای خود، برنده شد. او تنها آمریکایی بود که در 1997 قهرمانی جهان مدال گرفت و مدال طلای سراشیبی زنان در ایتالیا را به دست آورد.
لیند در طول 11 سال حضور خود در مسابقات جام جهانی، سه پیروزی، 5 سکو و 27 مقام برتر در ده مسابقه کسب کرد. او پس از فصل  جام جهانی 1997 از مسابقات بین المللی بازنشسته شد. او مدرک لیسانس زیست شناسی را در دانشگاه یوتا و مدرک کارشناسی ارشد را در محیط زیست حفاظتی در کانادا گرفت و مشاور محیط زیست است.       
لیند در سال 2005 وارد تالار مشاهیر ملی اسکی شد.